# ميا باك بيدرسن
ميا باك بيدرسن (8 أكتوبر 1980 - ) هي مدربة كرة قدم ولاعبة كرة قدم دانمركية في مركز الدفاع. شاركت مع منتخب الدنمارك لكرة القدم للسيدات. أما مع النوادي، فقد لعبت مع نادي فايله وAsker Fotball ‏ ونادي أسكر ‏ وIK Skovbakken ‏ وThisted FC ‏.

## وصلات خارجية
- ميا باك بيدرسن على موقع قاعدة بيانات كرة القدم.إي يو (الإنجليزية)